# Viện nguyên lão
Viện nguyên lão là một tên gọi có nguồn gốc phức tạp xuất phát từ Viện nguyên lão La Mã cổ đại (có gốc từ senex nghĩa là "người lão niên"), một hội đồng các lão niên đến 300 người là thành phần uyên bác trong xã hội hoặc tới từ tầng lớp cai trị. Ảnh hưởng của thuật ngữ này là quan trọng đến toàn bộ hệ thống chính trị phương Tây hiện nay do nguồn gốc văn hóa và lịch sử. Viện nguyên lão là một thuật ngữ nên được hiểu dành cho một cơ quan tổ chức chính trị lâu đời của Vương quốc La Mã cho đến hậu Cộng hòa La Mã, bởi vì từ sau khi Cộng hòa La Mã sụp đổ thì ý nghĩa và biểu thị chức năng diễn đạt thi hành lập pháp của nó đã thay đổi đáng kể và ngày nay thường được hiểu cố định là Thượng viện trong hệ thống lập pháp lưỡng viện.

## Thuật ngữ
Tên gọi Viện nguyên lão xuất phát từ tiếng Latinh cổ đại đã tuyệt chủng (Senex), sau này phát triển sang tiếng Latinh tiếp theo là (Senatus), phát triển và ảnh hưởng đến tiếng Pháp thời trung cổ trở thành (Senat) và cuối cùng chuyển thể sang tiếng Anh là (Senate).

## Ý nghĩa hiện đại
Viện nguyên lão hiểu theo ý nghĩa và biểu thị tính phù hợp chức năng thi hành lập pháp của nó trong xã hội hiện đại là Thượng viện, điều này sẽ được hiểu như Viện nguyên Lão có tính năng tương đương với Thượng viện hiện nay trong hệ thống lập pháp lưỡng viện.
Nghị viện là một cơ quan tổ chức lập pháp đóng vai trò như một hội đồng tham nghị có chủ ý và ra quyết định, trong nền văn minh hiện đại đối với hình thức cơ quan lập pháp lưỡng viện nó được hiểu chính xác bao gồm 2 ngôi nhà lập pháp đó là thượng viện và một ngôi nhà lập pháp thấp hơn còn lại là hạ viện. Trong các cơ quan lập pháp này là bao gồm các Nghị sĩ (đối với thượng viện gọi là thượng nghị sĩ và hạ viện gọi là hạ nghị sĩ), là các thành viên được bầu cử theo những quy tắc khác nhau, chỉ định, thừa kế tước hiệu, hay đạt được vị trí này bằng các phương thức khác, tùy thuộc vào từng nước. Chức năng hoạt động của thượng viện là đóng vai trò tham nghị và xem xét để cân nhắc các dự luật đã được hạ viện (thường do dân cử) thông qua, như trong việc điều tiết lợi ích cục bộ của địa phương với lợi ích toàn thể của quốc gia.

## Viện nguyên lão La Mã
Viện nguyên lão La Mã hay còn gọi là Thượng viện La Mã (tiếng Latinh: Senātus Rōmānus) là một tổ chức chính trị ở Roma cổ đại. Đây là một trong những tổ chức lâu đời nhất trong lịch sử La Mã, được thành lập vào những ngày đầu tiên của thành phố Roma cổ đại của Vương Quốc La Mã mà ngày nay nó là thủ đô của Ý, nó được thành lập vào năm 753 trước công nguyên. Sự tồn tại của nó đi kèm với nhiều biến cố lịch sử trong thời đại của La Mã. Nó sống sót sau sự lật đổ của các vị vua vào năm 509 trước Công nguyên, sự sụp đổ của Cộng hòa La Mã vào thế kỷ 1 trước Công nguyên, sự phân đôi của đế chế La Mã (đế chế La Mã ban đầu tan rã thành đế chế tây La Mã và đế chế đông La Mã) vào năm 395 sau công nguyên, sự sụp đổ của đế chế Tây La Mã vào năm 476 sau công nguyên, và sự cai trị của các bộ tộc man rợ tại Roma trong thế kỷ 5.
Trong mỗi thời kỳ riêng biệt của sự tồn vong của Roma cổ đại trong lịch sử của nó, định nghĩa và chức năng thi hành của Viện nguyên lão La Mã / Nghị viện La Mã thay đổi bằng cách mở rộng hoặc suy giảm để thích ứng và phù hợp với những thời kỳ nhất định. Những năm cải cách và tái định nghĩa lại hoạt động của Viện nguyên lão La Mã cổ đại thứ tự lần lượt theo từng năm là năm 616 trước công nguyên, năm 509 trước công nguyên, năm 80 trước công nguyên và năm 27 trước công nguyên.